# Нестеров Андрій В'ячеславович
Андрі́й В'ячесла́вович Не́стеров (нар. 2 липня 1990, Запоріжжя, УРСР) — український футболіст, захисник друголігового клубу «Звягель».

## Біографія
Андрій народився 2 липня 1990 року в Запоріжжі. В дитячо-юнацькій футбольній лізі України виступав за: херсонський «Кристал» та запорізький «Металург».
16 квітня 2007 року дебютував за «Металург-2» в Другій лізі у матчі проти мелітопольського «Олкому» (3:2). 26 квітня 2009 року дебютував у Прем'єр-лізі за «Металург» у матчі проти харківського «Металіста» (1:1). 25 квітня 2010 року забив перший м'яч в еліті українського футболу, вразивши ворота ужгородської «Говерли», який в підсумку став переможним. За підсумками сезону 2010/11 «Металург» зайняв останнє 16 місце й вилетів до Першої ліги України. В Першій лізі сезону 2011/12 «Металург» посів друге місце й повернувся до Прем'єр-ліги. Загалом за шість років у футболці запорізького клубу провів 87 матчів і відзначився 3 влучними ударами. 
11 вересня 2015 року на правах вільного агента перейшов до молдавського клубу «Заря», з який здобув свій перший трофей в кар'єрі - Кубок Молдови. 
У липні 2016 року став гравцем львівських «Карпат». Дебютував за нову команду в рамках УПЛ 23 липня того ж року у виїзній грі проти «Сталі» із Кам'янського (3:0). 7 травня 2017 року забив перший гол у футболці львів'ян у Прем'єр-лізі у ворота тої ж кам'янської «Сталі» (2:1).
1 серпня 2019 року підписав контракт із угорським «Мезйокйовешдом». Разом із новою командою дістався фіналу Кубка Угорщини, але у вирішальній грі «Мезйокйовешд» поступився «Гонведу» (1:2). За два сезони зіграв в еліті угорського футболу 38 матчів і відзначився одним забити м'ячем.
1 липня 2021 року повернувся до України, узгодивши контракт із житомирським  «Поліссям», з яким у сезоні 2022/23 здобув право виступати в УПЛ. 

## Досягнення
- Срібний призер Першої ліги України (1): 2011–12
- Володар Кубка Молдови (1): 2015–16